# توبياس أندرسون
توبياس أندرسون هو سياسي سويدي، ولد في 7 مايو 1996 في خوفدة في السويد. نشط حزبياً في ديمقراطيو السويد. وقد انتخب Member of the Committee on Industry and Trade ‏ (2 أكتوبر 2018 – ) وفي الانتخابات العامة السويدية 2018، انتخب عضو البرلمان السويدي ‏ عن دائرة Västra Götaland County East (Riksdag constituency) ‏ وقد انضم خلال فترته النيابية ‏ (24 سبتمبر 2018 – ) للكتلة البرلمانية ديمقراطيو السويد.